# Friedrich Michael
Pour les articles homonymes, voir Michael.
Friedrich Michael (né le 30 octobre 1892 à Ilmenau, mort le 22 juin 1986 à Wiesbaden) est un écrivain et éditeur allemand.

## Biographie
Il est le fils d'un médecin d'Ilmenau. Durant sa scolarité à Schleusingen, il découvre le théâtre.
Après son abitur en 1911, il étudie la littérature et le théâtre à Fribourg, Munich, Marbourg puis en 1913 à Leipzig, où il devient docteur en philosophie auprès de ses professeurs Georg Witkowski et Albert Köster. Pendant la Première Guerre mondiale, il écrit une thèse sur les débuts de la critique théâtrale allemande ; il est le premier à s'intéresser à ce sujet. En 1923, il écrit une Histoire du théâtre allemand, qui est depuis remis à jour par Hans Daiber.
Grâce à Georg Witkowski, il entre en contact avec Anton Kippenberg, le directeur de la maison d'édition Insel. Ce dernier le fait travailler comme rédacteur en chef du journal Das deutsche Buch et sur la réédition de nombreux auteurs classiques, comme Heinrich Heine, Friedrich Hölderlin ou Heinrich von Kleist. Il publie des nouvelles dans des journaux et sort en 1929 sa première fiction, une satire, Attentat. Chronik einer fixen Idee. Alors que le nazisme monte, il continue avec le même ton pour écrire Die gut empfohlene Frau , roman publié en 1932. Quand les nazis arrivent au pouvoir, Friedrich Michael est inscrit dans la liste des auteurs interdits.
Michael continue à faire des scénarios et à publier. Il écrit des poèmes et deux romans. Ses pièces sont mises en scène. Il tient une correspondance avec Erich Kästner, ils développent ensemble des projets de pièces qui ne verront pas le jour.
Après la Seconde Guerre mondiale, Michael est envoyé à Wiesbaden pour établir une succursale ouest-allemande d'Insel.

## Source de la traduction
- (de) Cet article est partiellement ou en totalité issu de l’article de Wikipédia en allemand intitulé « Friedrich Michael » (voir la liste des auteurs).